# Зегебрух
Зегебрух (њем. Seggebruch) општина је у њемачкој савезној држави Доња Саксонија. Једно је од 38 општинских средишта округа Шаумбург. Према процјени из 2010. у општини је живјело 1.632 становника. Посједује регионалну шифру (AGS) 3257034.

## Географски и демографски подаци
Зегебрух се налази у савезној држави Доња Саксонија у округу Шаумбург. Општина се налази на надморској висини од 59 метара. Површина општине износи 7,5 km². У самом мјесту је, према процјени из 2010. године, живјело 1.632 становника. Просјечна густина становништва износи 218 становника/km².